# Mehmet Dragusha
Mehmet Dragusha (ur. 9 października 1977 w Prisztinie) – albański piłkarz występujący na pozycji pomocnika.

## Kariera klubowa
Dragusha seniorską karierę rozpoczął w 1996 roku w jugosłowiańskim zespole KF Prisztina. W 1997 roku przeszedł do słoweńskiego Mariboru. W latach 1998–2000 trzykrotnie wywalczył z nim mistrzostwo Słowenii. W 1999 roku wraz z Mariborem triumfował także w rozgrywkach Pucharu Słowenii.
W 2000 roku Dragusha trafił do niemieckiego Sachsen Lipsk z Regionalligi Nord (III liga). W 2001 roku odszedł do innego trzecioligowego zespołu, Eintrachtu Trewir. W 2002 roku awansował z nim do 2. Bundesligi. Spędził tam rok.
W 2003 roku podpisał kontrakt z pierwszoligowym Eintrachtem Frankfurt. W Bundeslidze zadebiutował 1 sierpnia 2003 roku w przegranym 1:3 pojedynku z Bayernem Monachium. 25 października 2003 roku w wygranym 2:0 spotkaniu z 1. FC Köln strzelił pierwszego gola w Bundeslidze. W 2004 roku spadł z zespołem do 2. Bundesligi.
Rok później Dragusha przeszedł do innego drugoligowca, SC Paderborn 07. Następnie grał trzecioligowym SV Elversberg oraz czwartoligowym 1. FC Magdeburg, gdzie w 2009 roku zakończył karierę.

## Kariera reprezentacyjna
W reprezentacji Albanii Dragusha zadebiutował 12 lutego 2003 roku w wygranym 5:0 towarzyskim meczu z Wietnamem. W latach 2003–2005 w drużynie narodowej rozegrał w sumie 10 spotkań i zdobył 1 bramkę.